# Friedrich Georg Wilhelm von Struve
Friedrich Georg Wilhelm von Struve (tiếng Nga: Vasily Yakovlevich Struve) (ngày 15 tháng 4 năm 1793 - 23 tháng 11, năm 1864 (lịch Julia: 11 tháng 11)) là một nhà thiên văn học Đức Baltic từ một triều đại nổi tiếng.
Ông sinh ra ở Altona, Lãnh địa Holstein (sau đó là một phần của vương quốc Đan Mạch-Na Uy), con trai của Jacob Struve (1755-1841), và là người thứ hai của một gia đình toàn bộ các nhà thiên văn học thông qua năm thế hệ. Ông là ông nội của Otto Struve và là cha của Otto Wilhelm von Struve. Ông cũng là ông nội của Hermann Struve, là chú của Otto Struve. Cha của Struve, Jacob chuyển cả gia đình từ Lãnh địa Holstein do Pháp chiếm đóng đến Livonia ở Nga để tránh nghĩa vụ quân sự, với hộ chiếu Đan Mạch.
Năm 1808, ông vào Đại học Hoàng gia Dorpat ở Livonia, nơi ông lần đầu tiên nghiên cứu ngữ văn, nhưng nhanh chóng chuyển sự chú ý của mình cho thiên văn học. Từ 1813 đến 1820, ông giảng dạy tại các trường đại học và quan sát tại Đài quan sát Dorpat, vào năm 1820 đã trở thành một giáo sư và giám đốc của đài thiên văn. 